# Ifi Amadiume
Ifi Amadiume es una escritora nigeriana. Desde 1993 trabaja como profesora universitaria en Dartmouth, Nuevo Hampshire. 
Es muy admirada por su obra, de carácter feminista. Su obra más destacada es la galardonada Male Daughters, Female Husbands (Zed Press, 1987).
Forma parte de la ONG, Centre for Democracy and Development que promueve los valores de la democracia, la paz y los derechos humanos en África, especialmente en África Occidental. 